# Hugin i Munin
Huginn (Hugin) i Muninn (Munin) – para kruków towarzyszących nordyckiemu bogu Odynowi.
Ptaki te podróżują po świecie i przynoszą wieści Odynowi. Hugin to Myśl, a Munin to Pamięć. Wysyłane są o brzasku, a powracają o zmierzchu. Siadają na ramionach Odyna i szepczą wieści do jego uszu. Kenning Kruczy bóg odnoszący się do tego boga, wywodzony jest właśnie od Huginna i Muninna.
Z Grímnismál:
w staronordyckim:
Huginn ok. Muninn fliúga hverian dag
iörmungrund yfir;
óomk ek of Huginn, at hann aptr ne komit,
þó siámk meirr um Muninn.
w tłumaczeniu:
Przez cały świat wzdłuż i wszerz, każdego dnia
Lecą Hugin i Munin;
Boję się, że Hugin nie podoła lotu,
Ale bardziej obawiam się o Munina.
W innym tłumaczeniu:
Każdego ranka dwa kruki Huginn i Muninn są wypuszczane i lecą nad Midgardem;
Zawsze boje się, że Myśl może nie dolecieć z powrotem do domu,
ale bardziej obawiam się o powrót Pamięci.